# Zamia ulei
Zamia ulei är en kärlväxtart som beskrevs av U. Dammer. Zamia ulei ingår i släktet Zamia och familjen Zamiaceae. IUCN kategoriserar arten globalt som nära hotad. Inga underarter finns listade i Catalogue of Life.